# 319. Infanterie-Division (Wehrmacht)
Die 319. Infanterie-Division war ein Großverband des Heeres der deutschen Wehrmacht im Zweiten Weltkrieg.

## Geschichte

### Aufstellung
Die 319. Infanterie-Division wurde im November 1940 in Gera im Wehrkreis IX als Division der 13. Aufstellungswelle aufgestellt. Sie setzte sich aus Einheiten der 87., 169. und 299. Infanterie-Division zusammen. 

### Unterstellung beim Marineoberkommando / Kanalinseln
Während des gesamten Zweiten Weltkriegs unterstand sie dem Marineoberkommando und diente als Besatzungstruppe auf den Kanalinseln Jersey, Guernsey, Alderney und Sark im Ärmelkanal (siehe auch Atlantikfestung).

## Personen
| Dienstzeit                              | Dienstgrad      | Name                      |
| --------------------------------------- | --------------- | ------------------------- |
| 19. November 1940 bis 1. September 1943 | Generalleutnant | Erich Müller              |
| 1. September 1943 bis 27. Februar 1945  | Generalleutnant | Rudolf Graf von Schmettow |
| 27. Februar 1945 bis unbekannt          | Generalmajor    | Rudolf Wulf               |

Gliederung der 319. Infanterie-Division am 1. November 1941 mit unterstellten Truppenteilen als Kommandant der Inselgruppe Kanalinseln (ohne Alderney)

Insel Guernsey:
Stab 319. Infanterie-Division in St. Peter Port
Infanterie-Regiment 583 (o. 10. Kompanie)
Infanterie-Regiment 584
Artillerie-Regiments-Stab z.b.V. 720 mit
III. / Artillerie-Regiment 319
Heeres-Küsten-Artillerie-Abteilung 727
schwere Artillerie-Abteilung 604
schwere Artillerie-Batterie 464
schwere Artillerie-Batterie 465
schwere Artillerie-Batterie 466
Pionier-Bataillon 319 (Stab und 1. Kompanie)
Festungs-Pionierstab 19 mit I. und II. Bataillon
Festungs-Bau-Bataillon 149
Festungs-Bau-Bataillon 152
Stab Flak-Regiment 39
Flak-Abteilung 124
Flak-Abteilung 44
Luftwaffen-Bau-Bataillon 9/XVII
RAD-Stab 240 mit RAD-Einheiten K5/353 und K3/353
Insel Jersey:
Infanterie-Regiment 582
Stab Artillerie-Regiment 319
I. und II. / Artillerie-Regiment 319
Heeres-Küsten-Artillerie-Abteilung 728
schwere Artillerie-Batterie 467
schwere Artillerie-Batterie 468
schwere Artillerie-Batterie 469
Aufklärungs-Abteilung 319
Festungs-Pionierstab 14 mit II. Bataillon
Festungs-Bau-Bataillon 40
Festungs-Bau-Bataillon 77
RAD-Einheiten K1/305, K 4/353 und K5/302
Insel Stark:

10. Kompanie Infanterie-Regiment 583

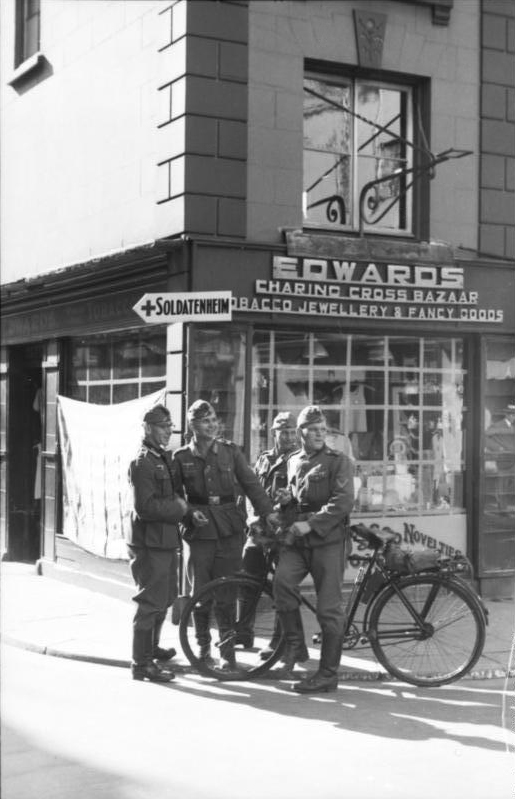
German soldiers in King Street, Saint Helier, Jersey in August 1941.

## Gliederung
- Infanterie-Regiment 582
- Infanterie-Regiment 583
- Infanterie-Regiment 584
- Artillerie-Regiment 319
- Pionier-Bataillon 319
- Panzerjäger-Abteilung 319
- Nachrichten-Abteilung 319
- Nachschubtruppe 319